# T’onghyo Pŏmil
T'onghyo Pŏmil (także P'umil, 범일/梵日; ur. 810, zm. 889) – koreański mistrz sŏn, założyciel szkoły sagul, jednej z 9 górskich szkół sŏn.

## Życiorys
Pochodził z rodziny Kim. Był synem gubernatora Myŏnhju.
Rozpoczął praktykę buddyjską w wieku 15 lat. W roku 831, w latach panowania króla Hŭngdŏka (826–836), odbył pielgrzymkę do Chin z jego synem Uijongiem. Studiował chan u mistrza Yanaguana Qi’ana, a później u mistrza Yaoshana Weiyana.
Pewnego dnia zapytał mistrza Yanguana: "Co to jest oświecenie?"
Mistrz odpowiedział: "Dao (Droga) nie może być osiągnięte ani przez uprawianie ani przez naukę. Nie powinieneś zaciemniać swojego umysłu myślami o Buddzie lub oświeceniu. Jeśli nieustannie przebywasz w jednym umyśle, to wtedy to jest Dao.
Po usłyszeniu tego Pŏmil doświadczył urzeczywistnienia.
Po jakimś czasie rozpoczął wędrówkę po Chinach i kiedyś zatrzymał się w klasztorze mistrza chan Yaoshana Weiyana.
Mistrz Yaoshan spytał go: "Skąd przychodzisz?"
Pŏmil odpowiedział: "Z Kiangsi."
Mistrz Yaoshan spytał: "Dlaczego przyszedłeś?"
Pŏmil powiedział: "Aby cię zobaczyć."
Mistrz Yaoshan spytał: "Jak tu się dostałeś?"
Pŏmil powiedział: "Tu nie ma drogi stąd dotąd, ale jeśli zamierzasz zrobić jeden krok więcej, to wtedy nie będę mógł spojrzeć na twoją twarz."
Yaoshan wykrzyknął: "Cudownie! Cudownie! Czysty wiatr wiejący z zewnątrz czyni człowieka pragnącego chłodu. Masz prawdziwą determinację wędrownego mnicha przychodząc z tak daleka."
Po opuszczeniu klasztoru Yaoshana Pŏmil był bezpośrednim świadkiem prześladowania buddyzmu w Chinach za panowania Huizhenga (842-845), w wyniku którego zniszczono ponad 4600 dużych klasztorów i ponad 40000 mniejszych.
Do ojczyzny powrócił w 847 r. i założył szkołę sagul na górze Sagul. Następnie przez czterdzieści lat przebywał w klasztorze Kulsan w Kangnŭng nigdy nie opuszczając góry Sagul. Wybudował także klasztor Muryang, który obecnie jest jednym z najlepiej zachowanych w Korei.
Pewnego wiosennego dnia w 889 roku powiedział do swoich uczniów: "Wkrótce odejdę do innego świata. Idę już. Nie bądźcie sentymentalni. Po prostu uprawiajcie swoje umysły i starajcie się nie zaciemniać zasadniczego znaczenia buddyzmu." Następnego dnia zmarł.
Trzej kolejni królowie nadawali mu tytuł "Kuksa" (Narodowego Nauczyciela), jednak tytułu konsekwentnie nie przyjmował.
Po śmierci otrzymał tytuł T'onghyo taesa (wielki mistrz T'onghyo).

## Linia przekazu Dharmy zen
Pierwsza liczba oznacza liczbę pokoleń mistrzów od 1 Patriarchy indyjskiego Mahakaśjapy.
Druga liczba oznacza liczbę pokoleń od 28/1 Bodhidharmy, 28 Patriarchy Indii i 1 Patriarchy Chin.
Trzecia liczba oznacza początek nowej linii przekazu w danym kraju.
- 36/9 Yanguan Qi’an (752–843)
  - 37/10/1 T'onghyo Pŏmil (810–889) szkoła sagul – Korea
    - 38/11/2 Shinui
    - 38/11/2 Nangwŏn Kaech'ŏng (834–930)
    - 38/11/2 Nanggong Haengjŏk (832–916)
      - 39/12/3 Sinjong (bd)
      - 39/12/3 Chuhae (bd)
      - 39/12/3 Imŏm (bd)